# Fort P Twierdzy Warszawa
Fort „P” (ros. „П”) – „Parysów”, od 1921 r. fort Bema – fort pierścienia wewnętrznego Twierdzy Warszawa, zbudowany w latach 1886–1890.

## Historia
Jest to ziemno-ceglany, dwuwałowy fort z rowem wodnym. Ze względu na wysoki poziom wody gruntowej zrezygnowano z budowy kaponier. Część czołowa fortu (o narysie pięciobocznym) posiada dwa wały: niższy (zewnętrzny) ze stanowiskami piechoty i wyższy (wewnętrzny) ze stanowiskami artylerii. Na wale artylerii – w osi oraz u styku czół i barków – schrony pogotowia. Pod czołowymi odcinkami wału artylerii dwuskrzydłowe koszary z pięcioma poternami do drogi międzywałowej. W części tylnej fortu (o narysie odwróconego trapezu, osłoniętej wałem ze stanowiskami piechoty) trzy magazyny (prochownia, skład pocisków i laboratorium) oraz dwie drewniane szopy. Wjazd do fortu przez stały most żelazny w szyi, zachowany do dziś.
W 1889 r. na północny wschód od fortu wzniesiono wał piechoty o narysie łamanym, poprzedzony suchym rowem. Drugi wał, o narysie liniowym i bez rowu, biegł na południowy zachód od fortu. Po kasacji twierdzy budowle przygotowano do wysadzenia poprzez wykucie nisz na miny. Prawdopodobnie wtedy uległy zniszczeniu poterna i schron pogotowia na styku prawego czoła i prawego barku. 
W latach 1924–1939 fort użytkowany był przez Warsztaty Zakładów Amunicyjnych Nr 1 zajmujące się elaboracją amunicji karabinowej i rekonstrukcją łusek artyleryjskich. Na dziedzińcu i przedpolu wzniesiono budynki magazynowe, rów przecięto trzema groblami. Zniwelowano fragment wałów na prawym barku, wały wewnętrzne oraz wał piechoty na południowy zachód od fortu.
W 1939 fort początkowo został obsadzony przez 202 kompanię ppor. Ludwika Łukasiewicza z IV Batalionu 30 Pułku Strzelców Kaniowskich dowodzonego przez kpt. Bogdana Rożnowskiego, a od 9 września bronił go 1. Batalion 144. Pułku Piechoty, którego dowódcą był mjr Bronisław Wadas. Fort, mimo licznych ataków niemieckich, został utrzymany aż do kapitulacji Warszawy. W latach 1940–1944 znajdowały się tu niemieckie magazyny uzbrojenia (wokół nich zbudowano szereg murowanych schronów wartowniczych), które były celem ataków polskiego ruchu oporu. Po zakończeniu wojny funkcjonował tu obóz jeńców niemieckich. W latach 1950–1978 fort należał do zaplecza lotniska wojskowego na Bemowie (zniwelowano wschodnią część wału szyi), następnie do Centralnego Wojskowego Klubu Sportowego „Legia”.
W 1999 fort Bema i przyległy obszar przejął Urząd m.st. Warszawy, który przeznaczył zabudowania fortu na centrum rekreacyjno-wypoczynkowe, a jego „zieloną” otulinę – pod zabudowę mieszkaniową. Fort uznawany był wtedy za jeden z najlepiej zachowanych i najciekawszych elementów Twierdzy Warszawa, mimo wtórnego zadrzewienia, silnego zanieczyszczenia wody w rowie oraz licznych uszkodzeń wałów i nasypów (powstałych w wyniku budowy rowerowego toru przełajowego). W prawym skrzydle koszar rozpoczęła nielegalną działalność firma „Centrum Folkloru–Piknik”, pozostałe budowle były wielokrotnie dewastowane.
Od 2002 trwały prace zmierzające do przekształcenia tego obiektu na park miejski. Podczas prac remontowych zasypano odcinek rowu międzyfortowego, zniekształcono profile nasypów na magazynach i profil rowu. Na koronie wału piechoty poprowadzono ścieżki z tzw. kostki Bauma, a także zbudowano żelbetowy mur oporowy przy jednej z przypadkowo wytyczonych ścieżek i nowy mostek niemający związku z fortyfikacjami. Po renowacji fort odwiedzany jest przez okolicznych mieszkańców.